# Class:y (grup femení)
Classy (/ˈklæsi/; en hangul, 클라씨; romanització revisada del coreà, Keullassi; estilitzat com CLASSy o CLASS:y) és un grup femení sud-coreà format a través del reality show My Teenage Girl (2021-2022) de MBC. Administrat per M25, una filial de MBK Entertainment, i Universal Music Japan, el grup està conformat per set membres: Won Ji-min, Kim Seon-you, Myung Hyung-seo Hong Hye-ju, Kim Ri-won, Park Bo-eun i Yoon Chae-won. Van debutar oficialment el 5 de maig de 2022 amb l'extended play Class Is Over.

## Nom del grup
El nom del grup, Class:y, va ser suggerit per l'audiència de My Teenage Girl a través de Naver i triat per M25. Es va inspirar en els encants "amb estil" de les membres de l'agrupació i va continuar el tema escolar de My Teenage Girl, fent referència a la "classe" i al "grau més alt".

## Carrera

### Activitats depre-debuti formació a través deMy Teenage Girl
My Teenage Girl es va estrenar el 28 de novembre de 2021, amb 83 concursants femenines de diferents països. Durant la final, que es va transmetre en viu del 27 de febrer de 2022, l'audiència va triar les membres finals mitjançant una votació.
No obstant això, abans de l'estrena del programa, algunes membres ja estaven actives a la indústria de l'entreteniment. Myung Hyung-seo és una ex membre del grup femení Busters i va debutar com a actriu a la web sèrie A-Teen 2 (2019). Kim Ri-won és una exactriu infantil i model, que ha protagonitzat la web sèrie My YouTube Diary (2019) i la seva seqüela My Mukbang Diary (2020). Kim Seon-you va participar aCap-Teen però va ser eliminada durant la primera ronda d'actuacions.

### 2022–present: Debuts a Corea i el Japó
L'1 de març de 2022 es va confirmar que Classy debutaria a Corea el mes de maig i seguidament, es va anunciar que el seu primer concert es celebraria a l'abril. Poc després, el grup va interpretar la cançó "Surprise" a diversos programes musicals com a regal especial per als seus fans. El 8 de març, després de la seva presentació al programa The Show, el grup va fixar la data del seu debut a Corea per al mes d'abril i va confirmar que es presentaria amb les finalistes eliminades de My Teenage Girl en el seu primer concert.
OEl 16 d'abril de 2022, es va anunciar que el 5 de maig Classy llançaria el seu primer extended play, Class is Over.
El 26 de maig de 2022, Classy va llançar la segona part del seu primer extended play, Lives Across.
El 22 de juny de 2022, van debutar al Japó amb la versió japonesa del seu single "Shut Down".

## Membres
| Integrants   | Integrants   | Integrants       | Integrants                       | Integrants              | Integrants                                    | Integrants |
| Nom artístic | Nom artístic | Nom de naixement | Data de naixement                | Lloc de naixement       | Posició                                       |            |
| Romanització | Hangul       | Nom de naixement | Data de naixement                | Lloc de naixement       | Posició                                       |            |
| ------------ | ------------ | ---------------- | -------------------------------- | ----------------------- | --------------------------------------------- | ---------- |
| Hyungseo     | 형서         | Myung Hyung-seo  | 25 de juny de 2001 (21 anys)     | Suwon, Corea del Sud    | Vocalista Lider, rapera i visual              |            |
| Chaewon      | 채원         | Yoon Chae-won    | 4 de juny de 2003 (19 anys)      | Hanam, Corea del Sud    | Vocalista principal                           |            |
| Hyeju        | 혜주         | Hong Hye-ju      | 9 de desembre de 2003 (19 anys)  | Seúl, Corea del Sud     | Líder, rapera lider i ballarina principal     |            |
| Riwon        | 리원         | Kim Ri-won       | 11 de febrer de 2007 (16 anys)   | Yeoju, Corea del Sud    | Vocalista, rapera i ballarina lider           |            |
| Jimin        | 지민         | Won Ji-min       | 25 de novembre de 2007 (15 anys) | Wonju, Corea del Sud    | Vocalista i centre                            |            |
| Boeun        | 보은         | Park Bo-eun      | 11 de febrer de 2008 (15 anys)   | Busan, Corea del Sud    | Vocalista lider                               |            |
| Seonyou      | 선유         | Kim Seon-you     | 20 de març de 2008 (15 anys)     | Gangneun, Corea del Sud | Vocalista, ballarina lider i rapera principal |            |

## Discografia

### Extended plays
| Títol         | Detalls | Posicions en llistes | Vendes        |
| Títol         | Detalls | KOR                  | Vendes        |
| ------------- | --- | -------------------- | ------------- |
| Class Is Over | - Llançament: 5 de maig de 2022 - Discogràfica: M25, Kakao Entertainment - Formats: CD, descàrrega digital, streaming LlistaLista de canciones # "Up" 1. "Shut Down" 2. "Tell Me One More Time" 3. "Super Cool" 4. "Feelin' So Good" | 7                    | - KOR: 28,777 |
| Lives Across  | - Llançament: 26 de maig de 2022 - Discogràfica: M25, Interpark - Formats: CD, descàrrega digital, streaming LlistaLista de canciones # "Classy" 1. "Surprise" 2. "Same Same Different" 3. "Divin' Into You"                         | 25                   | - KOR: 5,857  |

### Senzills
| Títol                                                                                       | Any  | Posicions en llistes | Àlbum         |
| Títol                                                                                       | Any  | KOR                  | Àlbum         |
| ------------------------------------------------------------------------------------------- | ---- | -------------------- | ------------- |
| "Shut Down"                                                                                 | 2022 | —[18]                | Class Is Over |
| "Classy"                                                                                    | 2022 | —[20]                | Lives Across  |
| "Surprise"                                                                                  | 2022 | —                    | Lives Across  |
| "—" indica un enregistrament que nose va posicionar o no s'ha publicat en aquest territori. |      |                      |               |

## Filmografia

### Programes de televisió
| Any       | Títol           | Notes                                       | Ref.   |
| --------- | --------------- | ------------------------------------------- | ------ |
| 2021–2022 | My Teenage Girl | Reality on es trien a les membres de Classy | [ 2 ]  |
| 2021–2022 | CLASS:i's World | Reality Show debut                          | [ 14 ] |